# Pachista superans
Pachista là một chi bướm đêm thuộc họ Geometridae. Chi này chỉ gồm một loài Pachista superans.